# Rick Wohlhuter
Richard « Rick » Wohlhuter  (né le 23 décembre 1948 à Geneva) est un athlète américain d'un mètre 75, 59 kilos,spécialiste des courses de demi-fond.
Le 8 juin 1974, membre de l'université de Chicago, il établit un nouveau record du monde du 880 yards en 1 min 44 s 10, et améliore par ailleurs le 30 juillet 1974 à Oslo le record du monde et par là-même d'Amérique du Nord, d'Amérique centrale et des Caraïbes du 1 000 mètres en 2 min 13 s 9.En juin 1975, il sort vainqueur du 800 mètres en 1 min 44 sec12 disputé à Durban dans le cadre du match triangulaire entre les États-Unis, l'Afrique et la République fédérale d'Allemagne devant Kirkurgat, le Kenyen, et Wulbeck, l'Allemand.
Vainqueur des Championnats des États-Unis à deux reprises, en 1973 et 1974, Rick Wohluter remporte la médaille de bronze du 800 mètres lors des Jeux olympiques de 1976, s'inclinant avec le temps de 1 min 44 s 12 face au Cubain Alberto Juantorena et au Belge Ivo Van Damme. Il se classe par ailleurs sixième de la finale du 1 500 mètres.
Ses records personnels sont de 1 min 43 s 90 sur 800 m, et 3 min 53 s 30 sur le Mile.
Au titre de ses performances réalisées en 1974, il reçoit le Trophée Track and Field de l'athlète de l'année et le Coq d'Or d'Athlétisme Magazine, trophée Le Coq Sportif. 
En 1990, il est élu au Temple de la renommée de l'athlétisme des États-Unis. 

## Palmarès
| Année | Compétition     | Lieu     | Résultat | Épreuve |
| ----- | --------------- | -------- | -------- | ------- |
| 1976  | Jeux olympiques | Montréal | 3e       | 800 m   |
| 1976  | Jeux olympiques | Montréal | 6e       | 1 500 m |